# Dievų miškas
Dievų miškas (Gudarnas skog) är en litauisk film från 2005, regisserad av Algimantas Puipa och baserad på en roman av Balys Sruoga med samma namn.
Filmen hade biopremiär i Litauen den 23 september 2005.

## Handling
Filmen handlar om en man - konstnär och intellektuell - som fängslades av två diktatoriska regimer: de tyska nazisterna och de sovjetiska kommunisterna. Professorn är en man som lever efter de tio budorden. Efter att mirakulöst överlevt tiden som fånge i ett nazistiskt koncentrationsläger, mycket tack vare ödets ironi, skriver han sitt livs memoarer, som blir hårt angripen av den sovjetiska censuren. Den så kallade kommunistiska "friheten" visar sig vara lika förtryckande som det tyska koncentrationslägret.